# رضا الداوري الأردكاني
رضا الداوري الأردكاني (بالفارسية: رضا داوری اردکانی؛ بالانکلیزی: Reza Davari Ardakani) (ولد 1933 في الأردكان) هو الفيلسوف الإيراني المعاصر.

## حياته
ولد و نما رضا الداوري الأردكاني في أردكان، و بدأ اهتماما مبكرا في العلوم الإنسانية فی أردكان. ثم بدأ لمواصلة تعليم الفلسفة في جامعة طهران لدرجة البكالوريوس في الفلسفة الغربیة. فدرس هنالک حتی حصل على درجة الدكتوراه في الفلسفة. ثم كان تعيينه في هيئة التدريس في قسم الفلسفة جامعة طهران جامعة طهران حيث هو الآن أستاذ في الفلسفة المعاصرة.

## مؤلفاته بالفارسیة
- اخلاق در عصر مدرن
- نگاهی دیگر به فلسفه اسلامی
- گفتگو
- ما و تاریخ فلسفه اسلامی
- هنر و حقیقت
- فلسفه در دام ایدئولوژی
- فلسفه در روزگار فروبستگی
- سیاست، تاریخ، تفکر
- علم و سیاستهای آموزشی - پژوهشی
- دربارهٔ علم
- دربارهٔ غرب
- فلسفه در دام ایدئولوژی
- فلسفه، سیاست و خشونت
- ما و راه دشوار تجدد
- سنت و تجدد
- فلسفه کارل پوپر
- فلسفه معاصر ایران
- فلسفه و انسان معاصر
- فلسفه تطبیقی
- فارابی، فیلسوف فرهنگ
- اندیشه و تمدن غربی
- سیری انتقادی در فلسفه کارل پوپر
- دربارهٔ غرب
- تفکر پست مدرن
- فرهنگ، خرد و آزادی
- دفاع از فلسفه
- ناسیونالیسم و انقلاب
- ناسیونالیسم و حاکمیت ملی
- فلسفه چیست؟
- وضع کنونی تفکر در ایران
- اوتوپی و عصر تجدد
- فارابی مؤسس فلسفه اسلامی
- مقام فلسفه در تاریخ دوره اسلامی
- مبانی نظری تمدن غربی
- فلسفه مدنی فارابی
- شاعران در زمانه عسرت
- چند نامه به دوست آلمانی

## ایضا
- فلسفة إسلامية